# Вироид
Вироид је било који патогени циркуларни једноланчани РНК молекул, без икаквог протеинског омотача, који паразитски живи у биљкама. Поједини вироиди су узрочници значајних биљних обољења, попут вироида вретенасте кртоле кромпира (PSTVd).

## Систематика
Вироиди се деле у две фамилије: Avsunviroidae и Pospiviroidae, са следећим родовима: